# Mid Devon
Il Mid Devon è un distretto locale del Devon, Inghilterra, Regno Unito, con sede a Tiverton.
Il distretto fu creato con il Local Government Act 1972, il 1º aprile, 1974 dalla fusione del municipal borough di Tiverton e Crediton con il Distretto rurale di Tiverton e il Distretto rurale di Crediton. Chiamato in origine distretto di Tiverton, fu rinominato nel 1978.

## Parrocchie civili
- Bampton
- Bickleigh
- Bow
- Bradninch
- Brushford
- Burlescombe
- Butterleigh
- Cadbury
- Cadeleigh
- Chawleigh
- Cheriton Bishop
- Cheriton Fitzpaine
- Clannaborough
- Clayhanger
- Clayhidon
- Coldridge
- Colebrooke
- Crediton
- Crediton Hamlets
- Cruwys Morchard
- Cullompton
- Culmstock
- Down St. Mary
- Eggesford
- Halberton
- Hemyock
- Hittisleigh
- Hockworthy
- Holcombe Rogus
- Huntsham
- Kennerleigh
- Kentisbeare
- Lapford
- Loxbeare
- Morchard Bishop
- Morebath
- Newton St. Cyres
- Nymet Rowland
- Oakford
- Poughill
- Puddington
- Sampford Peverell
- Sandford
- Shobrooke
- Silverton
- Stockleigh English
- Stockleigh Pomeroy
- Stoodleigh
- Templeton
- Thelbridge
- Thorverton
- Tiverton
- Uffculme
- Uplowman
- Upton Hellions
- Washfield
- Washford Pyne
- Wembworthy
- Willand
- Woolfardisworthy
- Zeal Monachorum
- Copplestone